# غلاسكو الشمالية الغربية (دائرة انتخابية في المملكة المتحدة)
غلاسكو الشمالية الغربية  (بالإنجليزية: Glasgow North West)‏ هي إحدى الدوائر الانتخابية في المملكة المتحدة الممثلة في مجلس العموم في برلمان المملكة المتحدة.
عضو البرلمان الذي يمثلها حالياً هو :John Robertson (Lab).